# آسکانیو سوبررو
آسکانیو سوبررو (انگلیسی: Ascanio Sobrero؛ زاده ۱۲ اکتبر ۱۸۱۲ درگذشته ۲۶ مهٔ ۱۸۸۸) یک دانشمند در زمینه شیمی آلی اهل ایتالیا بود.